# Чистката
„Чистката“ (на английски: The Purge) е американски филм на ужасите от 2013 г., написан и режисиран от Джеймс ДеМонако. Във филма участват Итън Хоук, Лена Хийди, Аделайда Кейн и Макс Бъркхолдър.
Премиерата на филма се състои във филмовия фестивал „Стенли“ на 7 май 2013 г., и в САЩ на 7 юни 2013 г. от „Юнивърсъл Пикчърс“. Филмът печели 89.3 млн. щ.д. с бюджет от 3 млн. щ.д.
Това е първата част от поредицата „Чистката“. Продължението – „Чистката: Анархия“ (2014), е пуснат в световен мащаб на 18 юли 2014 г. Третият филм, „Чистката 3 - Избори“ е пуснат на 1 юли 2016 г., и прелюдията „Първата чистка“, е пуснат на 4 юли 2018 г., и телевизионния сериал, развит между вторият и третият филм, е излъчен на 4 септември 2018 г. до 17 декември 2019 г. с два сезона. Петият филм, „Вечна чистка“ е пуснат на 2 юли 2021 г.

## Актьорски състав
| Актьор          | Роля          |
| --------------- | ------------- |
| Итън Хоук       | Джеймс Сандин |
| Лена Хийди      | Мари Сандин   |
| Макс Бъркхолдър | Чарлс Сандин  |
| Аделайда Кейн   | Зоуи Сандин   |

| Актьор          | Роля               |
| --------------- | ------------------ |
| Ариджа Барейкис | Грейс Ферин        |
| Том Ий          | Господин Кали      |
| Крис Мълки      | Господин Халверсън |
| Тиша Френч      | Госпожа Халверсън  |
| Дана Бънч       | Господин Ферин     |

## В България
В България филмът е пуснат на DVD на 21 октомври 2013 г. от „А Плюс Филмс“.